# Allium panormitanum
Allium panormitanum — вид рослин з родини амарилісових (Amaryllidaceae); ендемік Сицилії, Італія.

## Опис
Цибулина яйцювата, 12–20 × 7–12 мм, з коричневими зовнішніми оболонками, вкривають стебло до 3 см. Стебло прямовисне, гнучке, 20–30 см заввишки, вкрите листковими піхвами на 1/2–3/4 довжини. Листків 4–5, ниткоподібні, субциліндричні, довжиною 5–15 см, голі або інколи з волосками довжиною 0.2–0.3 мм на горлі піхви. Суцвіття 5–8 квіткове; квітконіжки завдовжки 10–40 мм. Оцвітина циліндрично-урноподібна, довжиною (7.5)8–9 мм; листочки оцвітини майже рівні, біло-рожеві з відтінком пурпурового з пурпуровою середньою жилкою, зовнішні — лінійно-еліптичні, цілі, округлі, шириною 2.3–2.7 мм, внутрішні — лінійно-довгасті, округлі й надгризено-хвилеподібні на верхівці, шириною 1.8–2.2 мм. Тичинки з білими нитками; пиляки біло-солом'яні. Коробочка триклапанна, еліпсоїдна, 4,2 × 3.5 мм. 2n = 32.
Цвітіння з вересня до середини листопада.

## Поширення
Ендемік деяких гір поблизу Палермо, пн.-зх. Сицилія, Італія. Вид переважно росте в ущелинах і скелястих місцях від 100 до 500 м висоти.

## Загрози й охорона
Нема інформації про загрози.
Дві популяції потрапляють всередину двох заповідників: “Monte Pellegrino” та “Capo Gallo”.